# Thomas Wentworth, 1:e earl av Cleveland
Thomas Wentworth, 1:e earl av Cleveland, född 1591, död den 25 juli 1667, var en engelsk militär. Han var sonson till Thomas Wentworth, 2:e baron Wentworth.
Wentworth ärvde 1593 titeln baron Wentworth och blev 1626 genom gunst hos Buckingham upphöjd till earl av Cleveland. Han utmärkte sig under inbördeskriget för överdådig tapperhet som rytterianförare på den kungliga sidan, togs 1645 till fånga vid Newbury, blev fri 1648, räddade 1651 vid Worcester Karl II från fångenskap, men blev då själv fången och satt i Towern till 1656.
Wentworths son, Thomas Wentworth, 5:e baron Wentworth, avled 1665. När Wentworth själv avled år 1667 ärvde hans sondotter barontiteln som Henrietta Wentworth, 6:e baronessa Wentworth, medan titeln earl av Cleveland utslocknade med honom.